# Duvan López

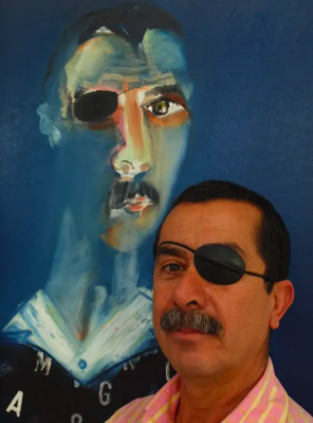
Duvan López

Duvan López (geboren 1954 in Quimbaya) ist ein kolumbianischer Maler und Bildhauer, der für seine künstlerische Gestaltung in der Kapelle Sant Martí de Capellada in Besalú bekannt ist. Sein bekanntestes Werk la Silla por la Paz (Der Stuhl für den Frieden) entstand 2013 und es wurde 2017 als neues Emblem der Schengen Peace Foundation (Schengener Friedensstiftung) gewählt.

## Leben

### Kindheit
Duvan López wurde 1954 in Quimbaya (Kolumbien) geboren, wo er seine künstlerische Karriere begann und wo er 1987 den ersten Preis des Salón Regional de Artistas erhielt.

### Erwachsenenleben
Im Jahr 1993 unternahm Duvan eine Reihe von Reisen, aus denen Ausstellungen in Städten wie New York, Paris und Barcelona hervorgingen. 1998 ließ er sich in Barcelona nieder. 10 Jahre später, im Jahr 2008, richtete er sein Atelier in Besalú ein, einer mittelalterlichen Stadt in der Provinz Girona, wo er heute lebt.
Im Jahr 2019 wurde er im Rahmen des Programms "Colombianos Estrella" vom Kongressabgeordneten Juan David Vélez für sein Schaffen in den Disziplinen Kultur, Kunst und Sport ausgezeichnet.

### Erste Arbeiten
Duvan malte seine erste Arbeit, als er 4 Jahre alt war. Im Jahr 1987 gewann er den ersten Preis beim Salón Regional de Artistas in Quindío. Die erste Ausstellung seiner Werke außerhalb Kolumbiens fand 1993 in der Galerie Bachue in New York statt.

### Zweite Phase
Die in der nachfolgenden Zeit hervorgegangenen Werke umfassen sowohl Gemälde, Skulpturen, Kunstinstallationen wie auch digitale Kunst.

## Künstlerisches Werk
Nachfolgend sind die herausragendsten Werke des Künstlers aufgeführt:
- Künstlerische Gestaltung der Kapelle Sant Martí de Capellada (verschiedene Formate, 2016)
- Serie Calidoscopios (Serie von Gemälden, 2014)[9]
- Stuhl für den Frieden (Skulptur, 2013)[10]
- Avatar (Skulptur, 1998)

## Künstlerisches Schaffen
Der Künstler Duvan zeichnet sich durch die Verwendung von Farbe, den Bruch mit der Betrachtung einer einzigen Perspektive, die Symbolik und die Verwendung optischer Effekte aus.
Seine Werke sind Teil der Sammlungen Llinas (New York), Fundació Vila Casas (Barcelona), Werner Joung (Köln) und Casa de las Américas (Havanna) und werden unter anderem im Museo de Arte Contemporáneo (Bogotá, Kolumbien), MAQUI-Museo de Arte de Armenia y del Quindío (Kolumbien) sowie im Museo Comarcal y Ayuntamiento de Mataró (Mataró, Spanien) ausgestellt.